# Juanes
Juan Esteban Aristizábal Vásquez (sinh ngày 9 tháng 8 năm 1972, nghệ danh: Juanes) là nam ca sĩ, nhạc sĩ người Colombia, anh là thành viên nhóm nhạc rock Ekhymosis và hiện đã tách ra hoạt động solo. Năm 2000, anh phát hành album phòng thu đơn ca đầu tay "Fíjate Bien" và thẳng 3 giải giải Grammy Latinh cho album này. Ước tính trong suốt sự nghiệp của mình, Juanes đã bán được hơn 15 triệu đĩa nhạc.